# Бортников, Геннадий Леонидович
Генна́дий Леони́дович Бо́ртников (1 апреля 1939, Москва — 24 марта 2007, Москва) — советский и российский актёр театра и кино. Народный артист Российской Федерации (1992).

## Биография
Родился 1 апреля 1939 года в Москве. В 1962 году окончил Школу-студию МХАТ (курс Г. А. Герасимова, А. М. Карева) и был принят в труппу Театра имени Моссовета.
На протяжении многих лет Бортников был одним из ведущих актёров театра. Первая роль — в пьесе Виктора Розова «В дороге» принесла успех как в Советском Союзе, так и в Европе. Спектакль в 1966 году был показан в рамках традиционного фестиваля Театра Наций в Париже, после чего французская пресса назвала Бортникова «русским Жераром Филипом». Наиболее значительные работы — Раскольников в «Петербургских сновидениях» и Смердяков в «Братьях Карамазовых» по Ф. М. Достоевскому, а также Дульчин в «Последней жертве» А. Н. Островского, Дон Карлос в одноимённой пьесе Ф. Шиллера, Лот в «Царствии Земном» Теннесси Уильямса. В легендарном спектакле по повести Г. Бёлля «Глазами клоуна» — Геннадий Бортников являлся исполнителем главной роли, автором сценической редакции, режиссёром и художником. Был участником поэтических программ «Нездешние вечера» в театре «Сфера». Впоследствии он также занимался режиссурой.
В кино Бортников дебютировал в 1961 году в фильме «Взрослые дети»; самая крупная работа — главная роль в фильме «Взорванный ад».
Увлекался живописью, и его художественные работы находили одобрение у Эрнста Неизвестного. В качестве художника и автора костюмов Бортников оформил несколько спектаклей.
Скончался в Москве 24 марта 2007 года от инфаркта на 68-м году жизни. Похоронен в Москве на Введенском кладбище (участок № 11).

Могила Г. Л. Бортникова

## Признание и награды
- Лауреат Премий критики и публики на Фестивале Наций в Париже (1965 г., спектакль «В дороге»)
- Заслуженный артист РСФСР (1973)
- Народный артист Российской Федерации (20 ноября 1992) — за большие заслуги в области театрального искусства

## Творчество

### Роли в театре
- «В дороге» В. С. Розова — Володя[1]
- «Объяснение в ненависти» И. В. Штока — Василий Воробъёв
- «Дядюшкин сон» Ф. М. Достоевского — уездный учитель
- «Чья-то жизнь» Д. М. Холендро — Владик Буковский
- «Затейник» В. С. Розова — Сергей Сорокин, Эдуард Беляев
- «Аплодисменты» А. П. Штейна — Эраст Небогатов
- «Глазами клоуна» Г. Бёлля; постановка И. С. Анисимовой-Вульф — Ганс Шнир, режиссёр, художник, автор сценической редакции
- Петербургские сновидения" по Ф. М. Достоевскому; постановка Ю. А. Завадского — Раскольников
- «Поющие пески» А. П. Штейна — актёр, играющий Говоруху-Отрока
- «Последняя жертва» А. Н. Островского — Дульчин
- «Вечерний свет» А. Н. Арбузова — Володя Михно
- «Дон Карлос» Ф. Шиллера; постановка Е. Завадского — Дон Карлос
- «Царствие земное» Теннесси Уильямса — Лот
- «Братья Карамазовы» по Ф. М. Достоевскому; постановка П. Хомского — Смердяков, Чёрт
- «Что случилось в зоопарке» Э. Олби — Джерри, режиссёр
- «Смерть Бесси Смит» Э. Олби — Врач, режиссёр
- «Коллекция Г. Пинтер» — Ведущий, режиссёр
- «Гедда Габлер» Г. Ибсена; постановка К. Гинкаса — Эйлерт Левборг
- «Маленькие трагедии» А. С. Пушкина — Моцарт, Вальсингам, Барон, Дон Гуан
- «Последняя лента Креппа» С .Беккета — Крепп
- «Джонни и Хэс» А.Фугарта — Джонни
- «Кин, или Гений и беспутство» А. Дюма-отца, Ф. де Курси и М.-Э.-Ж.-М. Теолона — Кин
- «Ричард II» У. Шекспира — Гант, Садовник
- «Братья и Лиза» — Симон
- «Венецианский купец» У. Шекспира — Антонио
- «Муж, жена и любовник» — Граф Любин
- «Прихоти любви или капризы Марианны» Альфреда де Мюссе; постановка А. Литвина — Октав (также автор инсценировки и костюмов[6])

### Работы на телевидении
- 1965 Новогодний «Голубой огонёк» — ответственный за Июнь
- 1966. «Театр, рождённый Октябрём» фрагмент спектакля «В дороге» — Володя[1]
- 1960-е «Кабачок «13 стульев»» — пан Кристиан Диорский, модный дамский портной
- 1970 «Звездопад» — ведущий
- 1970 «Искусство принадлежит народу» — чтец (Пророк, стихотворение А. С. Пушкина)
- 1972 «Телевизионный творческий вечер Театра им. Моссовета». Два фрагмента из спектакля Петербургские сновидения — Раскольников
- 1976 Телеспектакль «Вечерний свет» (две серии) — Володя Михно
- 1977 Телеспектакль «Дон Карлос» (две серии) — Дон Карлос
- 1981 «Театральные встречи» в гостях у Театра им. Моссовета. (Зонг не вошедший в спектакль Дон Карлос)
- 1983 Телефильм «Года моей весны…» (О лицейских годах А. С. Пушкина)
- 1977—1984 «Будильник» — Ганс Христиан Андерсен
- 1984—1985 «Будильник» — Участвовал в программах по произведениям С. Маршака, С. Михалкова, Л. Пантелеева
- 2002 Телефильм «Дорога к Пушкину. Полтава»

### Фильмография
- 1961 — Взрослые дети — влюблённый
- 1962 — Черёмушки — Саша Бубенцов
- 1963 — Слуша-ай!.. — Антек
- 1965 — Наш дом — Дмитрий
- 1965 — Новогодний календарь
- 1966 — Девочка на шаре
- 1967 — Взорванный ад — Николай Вережников
- 1971 — Алло, Варшава! — Анджей Вишневский, врач из Варшавы
- 1972 — Любимые страницы — чтец («Пророк» А. С. Пушкина)
- 1973 — Горя бояться — счастья не видать — певец в трактире старого Пантелея
- 1975 — Путешествие миссис Шелтон — Мистер Джон Иттинг
- 1976 — Вечерний свет — Володя Михно, литсотрудник отдела писем
- 1978 — Кентавры — Аннибал
- 1980 — Братья Рико — Эдди Рико
- 1981 — 20-е декабря — Фижо
- 1981 — Было у отца три сына — Павел
- 1984 — Весёлый трамвай
- 1989 — Следствие ведут ЗнаТоКи. Мафия — Ардабьев
- 1990 — Лифт для промежуточного человека — Сватов
- 1991 — Безумной страстью ты сама ко мне пылаешь — Антуан Шаламов
- 1992 — Квартира — Никита Белоцветов
- 1993 — Урод — Степан Иванович Волконский

### Озвучивание мультфильмов
- 1984 — Ученик волшебника — Волшебник Алёша
- 1987 — Волшебные колокольчики — Волшебник Алёша

### Работы на радио
- «Петербургские сновидения» (радиоспектакль по роману Ф. М. Достоевского «Преступление и наказание»)[7] — Раскольников
- «Глазами клоуна» (радиоспектакль по роману Г. Бёлля) — Ганс Шнир
- «Царствие земное» (радиоспектакль по пьесе Т. Уильямса — Лот
- «Фауст» (радиоспектакль по трагедии И. В. фон Гёте, 1984) — Фауст
- «Мегрэ и строптивые свидетели» (радиоспектакль по роману Ж. Сименона) — Арман Ляшом
- Стихотворения Пушкина, Лермонтова, Жуковского, Баратынского, Полежаева,Тютчева, Фета, Блока, Есенина, А. Вознесенского и др. поэтов.
- «Пушкин и Глинка» В. Порудоминский
- «Дубровский» А. Пушкин
- «Сибирь» Г. Марков.
- «Гранатовый браслет» (радиоспектакль по рассказу А. И. Куприна) — Желтков
- «Талант» (рассказ А. С. Грина)
- «Век живи — век люби…» (рассказ В. Распутина)
- «Самое трудное» (рассказ И. Лаптева)
- «Белый шаман» (повесть Н. Шундика)
- «Мать» (рассказ В. Вересаева)
- «Речка» (рассказ И. А. Бунина)
- «Роковые яйца» (повесть М. А. Булгакова).
- «Где мой дом?» (очерк К. Бальмонта)
- «Красное и чёрное» Стендаль
- «Наши письма» Ги де Мопассан
- «Конец сказки» Д. Лондон
- «Триумф Скотленд -Ярда» А. Конан Дойл
- «Письма Баламута» (повесть Клайва Льюиса)[8]
- Передача «Встреча с песней» (второй выпуск)[9]